# Proceratophrys caramaschii
Espèce
Proceratophrys caramaschii est une espèce d'amphibiens de la famille des Odontophrynidae.

## Répartition
Cette espèce est endémique de l'Ouest du Brésil. Elle se rencontre dans les États du Ceará et du Piauí.

## Étymologie
Cette espèce est nommée en l'honneur d'Ulisses Caramaschi.

## Publication originale
- Cruz, Nunes & Juncá, 2012 : Redescription of Proceratophrys cristiceps (Müller, 1883)(Amphibia, Anura, Odontophrynidae), with description of two new species without eyelid appendages from northeastern Brazil. South American Journal of Herpetology, vol. 7, no 2, p. 110-122.